# Saar (Werra)
Die Saar ist der 6,5 km lange, orographisch linke Quellfluss der Werra im Thüringer Schiefergebirge, Südthüringen. Sie entspringt in 800 m Höhe südwestlich von Siegmundsburg, am Nordwesthang der 861 m hohen Dürren Fichte im Thüringer Schiefergebirge, und verlässt den Landkreis Sonneberg bereits nach etwa 150 Metern in den Landkreis Hildburghausen. Ihrem Verlauf nach Westen bis Südwesten durch den Saargrund, vorbei an der gleichnamigen Siedlung, folgt die Bundesstraße 281 entlang der Nordflanke des 866,9 m hohen Bleßbergs. 
Erst einen Kilometer vor seiner Mündung verlässt der Bach den Wald und erreicht Schirnrod, um sich schließlich in Schwarzenbrunn auf 491 m über NN mit der Werra zu vereinigen. Bis hierhin hat sie einen Höhenunterschied von immerhin 309 Metern hinter sich gelassen, was einem mittleren Sohlgefälle von fast 5 % entspricht.

## Zum Streit um die „echte“ Werraquelle
Bereits im Jahre 1648 war der Streit der Siegmundsburger mit den Fehrenbachern aktenkundig geworden, welcher Werra-Quellarm denn der „richtige“ sei. Nachdem im Jahre 1897 die Fehrenbacher Quellfassung der „Vorderen“ oder „Nassen“ Werra eröffnet war, fassten 1910 die Siegmundsburger auch die Quelle der Saar und nannten sie Werraquelle mit dem Argument, sie liege höher als der westliche Quellarm. 1975 wurde politisch entschieden, die Fehrenbacher Quelle als Ursprung der Werra gelten zu lassen. Diese Entscheidung wurde nach der Wende wiederum hinterfragt: 1992 wurde die heutige Fassung der Saarquelle mit der Inschrift „Werra“ eingeweiht.
Die Hauptflussfrage ist de facto zugunsten der „Vorderen Werra“ geklärt. Der Saar bleibt die Ehre des „äußersten“ Zuflusses der Werra bzw. der Weser überhaupt, da sie in unmittelbarer Nähe des mit dem Dreistromstein markierten Treffpunkts der Einzugsgebiete von Rhein, Weser und Elbe (und damit dreier Wasserscheiden) entspringt.